# Stralendorf
Stralendorf là một đô thị ở huyện Ludwigslust, bang Mecklenburg-Vorpommern, Đức. Đô thị này có diện tích 12,02 km², dân số thời điểm 31 tháng 12 là 1474 người.